# Mounanait
Mounanait ist ein sehr selten vorkommendes Mineral aus der Mineralklasse der „Phosphate, Arsenate und Vanadate“. Er kristallisiert im monoklinen Kristallsystem mit der chemischen Zusammensetzung PbFe3+2(VO4)2(OH)2 und ist damit chemisch gesehen ein Blei-Eisen-Vanadat mit zusätzlichen Hydroxygruppen.
Mounanait entwickelt nach [001] gestreckte und nach {010} plattige Kristalle bis zu 0,3 mm Größe, die typischerweise pseudohexagonal erscheinen und zusammen mit Francevillit und Curienit in der Oxidationszone von in Sedimentgesteinen sitzenden Uran-Vanadium-Lagerstätten vorkommen. Zusammen mit Goethit bildet Mounanait ferner mikrokristalline, krustige Aggregate in Spalten im Sandstein, welche die Matrix für Vanuralit-Kristalle darstellen. Die Typlokalität des Minerals ist die 80 km nordwestlich von Franceville in der Provinz Haut-Ogooué in Gabun gelegene „Mounana Mine“.

## Etymologie und Geschichte

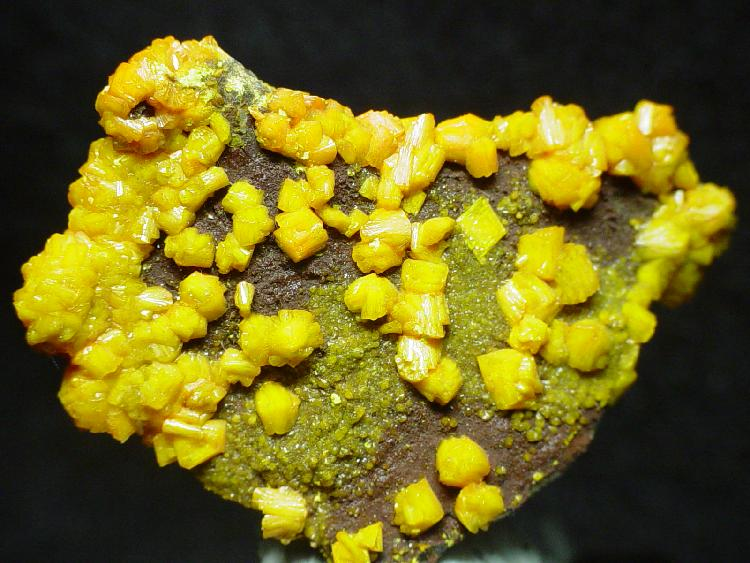
Mounanait bildet die Unterlage für gelbe bis gelbgrüne Francevillit-Kristalle aus der Mounana Mine, Gabun (Größe: 4 cm × 3,5 cm × 1 cm)

Das Material zur Erstbeschreibung des Mounanaits stammt aus zwei aufeinanderfolgenden Probenahmekampagnen in den Jahren 1963 und 1964 in der „Mounana Mine“, die 1956 von den französischen Geologen N. Morin und J. Lecomte vom französischen Commissariat à l’énergie atomique (CEA) entdeckt worden war. Bei den wenig später durchgeführten Bestimmungen wurde in diesem Material ein neues Mineral erkannt. Nach intensiven Untersuchungen eines französischen Teams von Mineralogen und Kristallographen um Fabien Cesbron wurde das neue Mineral der International Mineralogical Association (IMA) vorgelegt, die es am 31. Dezember 1968 mit 15 Ja-Stimmen und ohne Gegenstimme als neues Mineral anerkannte. Bereits 1969 erfolgte die Erstbeschreibung als Mounanait durch Fabien Cesbron und Jean Fritsche im französischen Wissenschaftsmagazin „Bulletin de la Societe française de Minéralogie et de Cristallographie“. Die Autoren benannten das Mineral nach seiner Typlokalität, der U-V-Lagerstätte der „Mounana Mine“.
Der Uranabbau in den gabunischen Lagerstätten „Mounana“ (1960–1999), „Oklo“ (1970–1985), „Boyindzi“ (1980–1991) und „Mikouloungou“ (1997–1999) wurde über die COMUF, einer Tochtergesellschaft des französischen Energiekonzern Compagnie Générale des Matières Nucléaires (Cogéma, inzwischen AREVA), durchgeführt. Aus dem nach 40 Jahren Förderung im Jahre 1999 geschlossenen Uranbergwerk „Mounana“ kamen große Teile des für die französischen Atomwaffen und für die französischen Atomkraftwerke benötigten spaltbaren Urans. Die unweit der „Mounana Mine“ gelegene Uranlagerstätte der „Oklo Mine“ ist durch den Naturreaktor Oklo bekannt geworden, wo im Präkambrium innerhalb einer natürlichen Urankonzentration eine nukleare Kettenreaktion einsetzte, die spätestens vor 1,5 Milliarden Jahren zum Erliegen kam.
Das Typmaterial für Mounanait (Cotyp) wird unter der Katalognummer 11647 in der Sammlung der Universität Pierre und Marie Curie (französisch Université Pierre et Marie Curie, UPMC, auch Paris 6) in Paris und in der Sammlung des Mines ParisTech (früher: École nationale supérieure des mines de Paris) in Paris („Mission S.C.E.M.“ 1962, Katalog-Nr. unbekannt) aufbewahrt.

## Klassifikation
Die aktuelle Klassifikation der International Mineralogical Association (IMA) zählt den Mounanait zur Tsumcoritgruppe mit der allgemeinen Formel Me(1)Me(2)2(XO4)2(OH,H2O)2, in der Me(1), Me(2) und X unterschiedliche Positionen in der Struktur der Minerale der Tsumcoritgruppe mit Me(1) = Pb2+, Ca2+, Na+, K+ und Bi3+; Me(2) = Fe3+, Mn3+, Cu2+, Zn2+, Co2+, Ni2+, Mg2+ und Al3+ und X = As5+, P5+, V5+ und S6+ repräsentieren. Zur Tsumcoritgruppe gehören neben Mounanait noch Cabalzarit, Cobaltlotharmeyerit, Cobalttsumcorit, Ferrilotharmeyerit, Gartrellit, Helmutwinklerit, Kaliochalcit, Krettnichit, Lotharmeyerit, Lukrahnit, Manganlotharmeyerit, Mawbyit, Natrochalcit, Nickellotharmeyerit, Nickelschneebergit, Nickeltsumcorit, Phosphogartrellit, Rappoldit, Schneebergit, Thometzekit, Tsumcorit, Yancowinnait und Zinkgartrellit.
Bereits in der veralteten 8. Auflage der Mineralsystematik nach Strunz gehörte der Mounanait zur Mineralklasse der „Phosphate, Arsenate und Vanadate“ und dort zur Abteilung der „Wasserfreien Phosphate, Arsenate und Vanadate mit fremden Anionen“ (Große Kationen (und andere)), wo er im Anhang der „Palermoit-Carminit-Gruppe“ mit der System-Nr. VII/B.13 und deren Hauptmitglieder Attakolith, Bertossait, Karminit (hier: Carminit) und Palermoit eingeordnet wurde.
Im Lapis-Mineralienverzeichnis nach Stefan Weiß, das sich aus Rücksicht auf private Sammler und institutionelle Sammlungen noch nach dieser alten Form der Systematik von Karl Hugo Strunz richtet, erhielt das Mineral die System- und Mineral-Nr. VII/C.31-70. In der „Lapis-Systematik“ entspricht dies ebenfalls der Klasse der „Phosphate, Arsenate und Vanadate“, dort allerdings der Abteilung „Wasserhaltige Phosphate, ohne fremde Anionen“, wo Mounanait zusammen mit Cabalzarit, Cobaltlotharmeyerit, Cobalttsumcorit, Ferrilotharmeyerit, Gartrellit, Helmutwinklerit, Krettnichit, Lotharmeyerit, Lukrahnit, Manganlotharmeyerit, Mawbyit, Nickellotharmeyerit, Nickelschneebergit, Nickeltsumcorit, Phosphogartrellit, Rappoldit, Schneebergit, Thometzekit, Tsumcorit, Yancowinnait und Zinkgartrellit die „Tsumcorit-Gartrellit-Gruppe“ bildet (Stand 2018).
Die seit 2001 gültige und von der International Mineralogical Association (IMA) bis 2009 aktualisierte 9. Auflage der Strunz’schen Mineralsystematik ordnet den Mounanait ebenfalls in die Abteilung der „Phosphate usw. ohne zusätzliche Anionen; mit H2O“ ein. Diese ist allerdings weiter unterteilt nach der relativen Größe der beteiligten Kationen und dem Stoffmengenverhältnis von Phosphat-, Arsenat- bzw. Vanadat-Komplex zum Kristallwassergehalt, so dass das Mineral entsprechend seiner Zusammensetzung in der Unterabteilung „Mit großen und mittelgroßen Kationen; RO4 : H2O = 1 : 1“ zu finden ist, wo es zusammen mit Cabalzarit, Cobaltlotharmeyerit, Cobalttsumcorit, Ferrilotharmeyerit, Krettnichit, Lotharmeyerit, Manganlotharmeyerit, Mawbyit, Nickellotharmeyerit, Nickelschneebergit, Schneebergit, Thometzekit und Tsumcorit die „Tsumcoritgruppe“ mit der System-Nr. 8.CG.15 bildet.
Auch die vorwiegend im englischen Sprachraum gebräuchliche Systematik der Minerale nach Dana ordnet den Mounanait in die Klasse der „Phosphate, Arsenate und Vanadate“ und dort in die Abteilung der „Wasserfreie Phosphate etc., mit Hydroxyl oder Halogen“ ein. Hier ist er zusammen mit Krettnichit in der „Mounanaitgruppe“ mit der System-Nr. 41.10.07 innerhalb der Unterabteilung „Wasserfreie Phosphate etc., mit Hydroxyl oder Halogen mit (A2+B2+)3(XO4)2Zq“ zu finden.

## Chemismus
Mikrosondenanalysen an Mounanait ergaben Mittelwerte von 38,47 % PbO; < 0,1 % CaO; 26,01 % Fe2O3; 0,32 % Al2O3; < 0,1 % ZnO; 0,87 % CuO; 29,28 % V2O5; 0,18 % As2O5; 0,81 % P2O5; < 0,11 % SO3 sowie 3,21 % H2O (berechneter Gehalt). Aus ihnen errechnet sich auf der Basis von 10 Sauerstoffatomen die empirische Formel Pb1,02(Fe1,92Al0,04Cu0,06)Σ=2,02[(VO4)1,92(PO4)0,04(AsO4)0,01]Σ=2,00(OH)2,04, welche zu PbFe3+2(VO4)2(OH)2 vereinfacht wurde.
Letztere erfordert 38,30 % PbO, 27,40 % Fe2O3, 31,21 % V2O5 und 3,09 % H2O.
Mounanait ist ein Vertreter der Tsumcoritgruppe. Die generelle Formel für die Tsumcoritgruppe ist Me(1)Me(2)2(XO4)2O(1) mit Me(1) = Pb, Ca, Na, K und Bi; Me(2) = Fe, Mn, Cu, Zn, Co, Ni und Al; X = P, As, V und S sowie O(1) = H2O, OH und F. Mischkristallbildung findet hauptsächlich auf der Me(2)-Position, weniger häufig dagegen auf der X- und Me(1)-Position statt.
Da im Mounanait auf der Me(2)-Position nur dreiwertige Kationen sitzen, wird die O(1)-Position exklusiv durch Hydroxygruppen eingenommen, eine Substitution durch Wassermoleküle (H2O) ist daher nicht erforderlich. Ein teilweiser Ersatz von Hydroxygruppen durch Fluorid-Ionen (F−) wird für sehr wahrscheinlich gehalten.
Mounanait stellt das Fe3+-dominante Analogon zum Mn3+-dominierten Krettnichit dar. Ein zinkfreier Mawbyit würde das arsenatdominante Analogon zum vanadatdominierten Mounanait bilden.

## Kristallstruktur
Mounanait kristallisiert im monoklinen Kristallsystem in der Raumgruppe C2/m (Raumgruppen-Nr. 12) mit den Gitterparametern a = 9,294 Å; b = 6,166 Å; c = 7,713 Å und β = 115,57° sowie zwei Formeleinheiten pro Elementarzelle. In der Erstbeschreibung war Mounanait noch als triklin beschrieben worden.
Die Kristallstruktur des Mounanaits besteht aus Fe3+O6-Koordinationsoktaedern, die über gemeinsame Kanten zu Ketten parallel [010] verknüpft sind. VO4-Tetraeder mit gemeinsamen Ecken verbinden diese Ketten, wodurch parallel zur a-b-Fläche liegende Schichten entstehen. Die Schichten werden durch Wasserstoffbrückenbindungen und durch Pb[6+2]-Atome verbunden, die spezifische Positionen mit der Symmetrie 1 zwischen diesen Schichten einnehmen. Fe auf der Me(2)-Position ist oktaedrisch koordiniert (vergleiche dazu die nebenstehenden Abbildungen zur Kristallstruktur).
Mounanait ist isotyp (isostrukturell) zu jenen monoklinen Mineralen der Tsumcoritgruppe, die in der Raumgruppe C2/m (Raumgruppen-Nr. 12) kristallisieren. Dazu zählen neben Cabalzarit, Cobaltlotharmeyerit, Cobalttsumcorit, Ferrilotharmeyerit, Krettnichit, Lotharmeyerit, Manganlotharmeyerit, Mawbyit, Nickellotharmeyerit, Nickelschneebergit, Nickeltsumcorit, Schneebergit, Thometzekit und Tsumcorit auch Natrochalcit und Kaliochalcit.

## Eigenschaften

### Morphologie

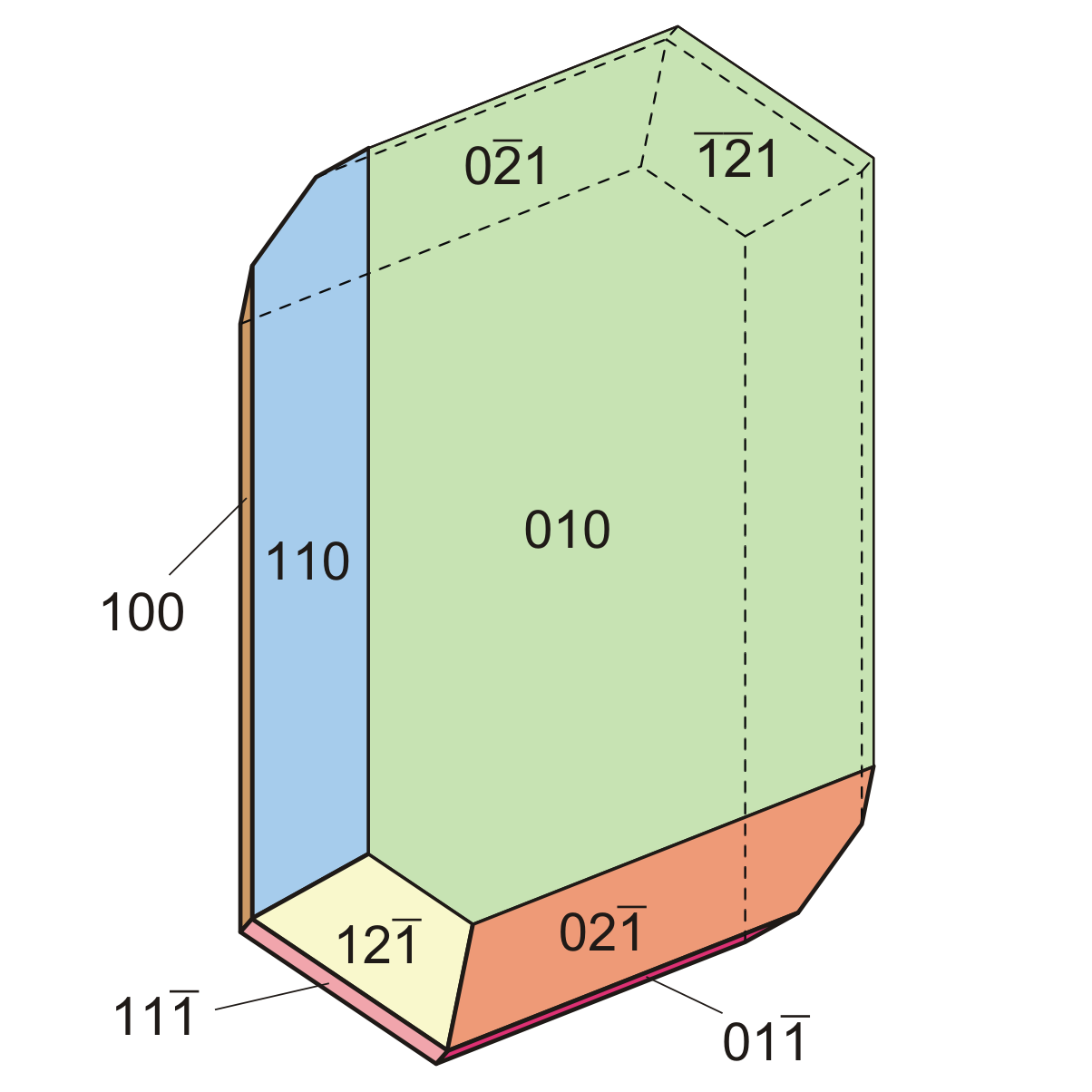
Kristallzeichnung Mounanait

Mounanait entwickelt nach [001] gestreckte und nach {010} plattige, sehr flächenreiche Kristalle bis zu 0,3 mm Größe, die aufgrund des trachbestimmenden Pinakoids {010} und der mehr oder weniger im Gleichgewicht befindlichen restlichen Flächenformen typischerweise pseudohexagonal erscheinen. An weiteren Kristallformen wurden – bei trikliner Aufstellung – die Pinakoide {100}, {110}, {011}, {021}, {111}, {121}, {121}, {021} und das nur sehr seltene Pinakoid {011} identifiziert (vergleiche die nebenstehende Kristallzeichnung). Mounanait bildet häufig Kristalle nach zwei verschiedenen Gesetzen. Dazu zählen Rotationszwillinge um [001] sowie Zwillinge mit – bei trikliner Aufstellung – (111) bzw. – bei monokliner Aufstellung – (110) als Zwillingsebene. In Spalten im Sandstein tritt Mounanait ferner zusammen mit Goethit in Form von mikrokristallinen Aggregaten auf.

### Physikalische und chemische Eigenschaften
Die Kristalle des Mounanaits sind rötlichbraun, seine Strichfarbe wird nicht angegeben, dürfte aber wohl ein helles Braun sein. Den hohen Werten für die Lichtbrechung (nx = 2,19, nz = 2,27) zufolge weisen die Oberflächen der durchscheinenden bis durchsichtigen Kristalle einen diamantartigen Glanz auf.
Das Mineral zeigt eine gute Spaltbarkeit nach (001). Mit einer Mohshärte von 4,5 gehört Mounanait zu den mittelharten Mineralen, steht damit zwischen den Referenzmineralen Fluorit (Härte 4) und Apatit (Härte 5) und lässt sich wie diese mehr (Fluorit) oder weniger (Apatit) leicht mit dem Taschenmesser ritzen. Die gemessene Dichte des Minerals beträgt 4,85 g/cm³, seine berechnete Dichte liegt bei 4,88–4,89 g/cm³.

## Bildung und Fundorte

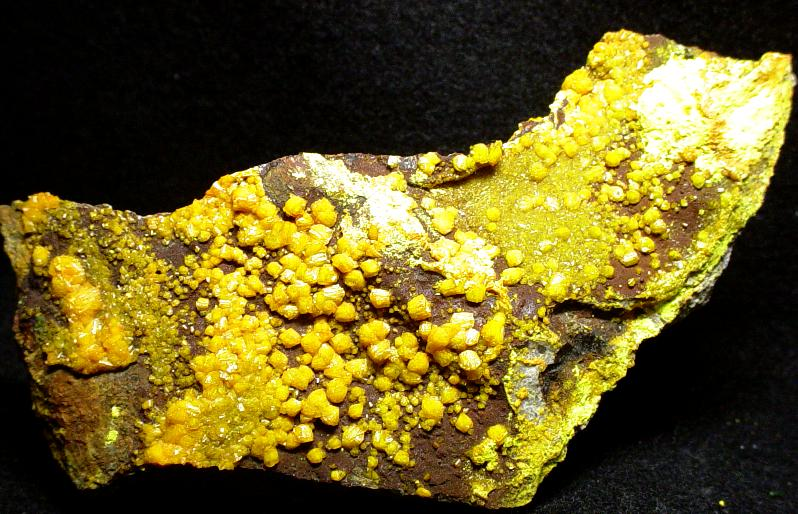
Der braunrote Mounanait ist neben den gelben Francevillit-Kristallen aus der Mounana Mine gut zu erkennen (Größe: 12,5 cm × 7 cm × 2,3 cm)

Mounanait ist ein typisches Sekundärmineral, welches sich durch Verwitterung primärer Erzminerale in der Oxidationszone von hydrothermalen Uran-Vanadium-Lagerstätten bildet. Er entstand bei der Zersetzung von uran- und vanadiumhaltigen Erzmineralen wie Uraninit und Coffinit sowie Karelianit, Montroseit und Roscoelith, wobei das Vanadium aus der Zersetzung der Vanadiumminerale und das Eisen aus der Verwitterung primärer Eisensulfide wie Markasit, Pyrit und Greigit stammt.
Die winzigen Mounanaitkristalle und -aggregate bilden die Matrix bzw. die Unterlage für verschiedene sekundäre Uranminerale. Auf rotbraunen Mounanaitkristallen sitzen die Ba-Pb-Uranylvanadate Francevillit und Curienit, auf krustenartigen Gemengen mit Goethit bildeten sich Kristalle des Al-Uranylvanadats Vanuralit.
Als sehr seltene Mineralbildung konnte Mounanait bisher (Stand 2017) nur von seiner Typlokalität und einer weiteren Fundstelle beschrieben werden. Als Typlokalität gilt die „Mounana Mine“ bei nordwestlich von Franceville in der Provinz Haut-Ogooué in Gabun. Ein weiterer Fundpunkt für Mounanait sind Uranschürfe im Val Rendena bei Bocenago und Spiazzo, Valli Giudicarie, Trentino (italienisch Provincia autonoma di Trento) im südlichen Teil der Region Trentino-Südtirol, Italien. Fundorte für Mounanait in Österreich und der Schweiz sind damit unbekannt.

## Verwendung
Aufgrund seiner Seltenheit ist Mounanait nur für den Mineralsammler von Interesse.